# Akronim wtórny
Akronim wtórny, backronim (ang. backronym) – akronim (skrótowiec) utworzony z już istniejącego wyrazu poprzez przypisanie słów kolejnym jego literom. Akronimy wtórne tworzy się w celach poważnych lub humorystycznych, mogą one być także rodzajem fałszywej lub ludowej etymologii. Angielska nazwa backronym to zbitka słów back i akronim.

## Przykłady
Przykładem wtórnego akronimu mnemotechnicznego jest APGAR. Skala Apgar, stosowana do oceny stanu zdrowia noworodków, została zaproponowana przez Virginię Apgar i nazwana na jej cześć. Dziesięć lat po pierwszej publikacji w USA wymyślono skrótowiec APGAR jako sposób mnemotechniczny ułatwiający zapamiętanie komponentów skali: appearance (wygląd), pulse (puls), grimace (grymas, reakcja na bodźce), activity (aktywność, napięcie mięśni) i respiration (oddychanie). 
Wiele ustaw Kongresu Stanów Zjednoczonych ma w swoich nazwach akronimy wtórne. Na przykład oficjalne rozwinięcie nazwy USA PATRIOT Act  z 2001 r. to Uniting and Strengthening America by Providing Appropriate Tools Required to Intercept and Obstruct Terrorism, skrótowiec CHIPS w nazwie CHIPS and Science Act to Creating Helpful Incentives to Produce Semiconductors, zaś ustawa DREAM Act to Development, Relief, and Education for Alien Minors Act.
Przykładem akronimu wtórnego tworzonego w celach humorystycznych może być „Poczekaj, kiedyś przyjedzie” jako rzekome rozwinięcie skrótowca PKP.